# التدبير الجراحي للطرق الهوائية
التدبير الجراحي للطرق الهوائية (بضع القصبات أو بضع الحنجرة)، هو الإجراء الطبي الذي يتضمن فتح مجرى الهواء بين رئتي المريض والعالم الخارجي. تعتمد الطرق الجراحية لمجرى الهواء على عمل شق جراحي أسفل المزمار من أجل الوصول المباشر إلى الجهاز التنفسي السفلي، وتجاوز الجهاز التنفسي العلوي. غالبًا ما تُجرى هذه الجراحة كملاذ أخير في الحالات التي يكون فيها التنبيب الرغامي مضاد استطباب. تستخدم هذه الجراحة أيضًا عندما يحتاج الشخص إلى جهاز تنفس ميكانيكي لفترة طويلة. يشار إلى الفتحة الجراحية الدائمة في الحنجرة باسم فغر الحنجرة. تعتبر جراحة الطرق الهوائية ذات أهمية كبرى في التخدير وطب الطوارئ وطب العناية المركزة.

## تاريخه
يُنسب تاريخ هذه الجراحة إلى الطبيب الإغريقي أسكليبياديس البيثيني باعتباره أول شخص اقترح فتح القصبات كإجراء جراحي، على الرغم من أنه لم يحاول إجراء ذلك مطلقًا. اعتقد الطبيب أريتايوس القبادوقي أن هذا الإجراء خطير حتى كعلاج للاختناق، لأن الشق الناتج لن يشفى، لأنه ضمن الغضاريف؛ وهذا كان رأي الطبيب الروماني كايليوس أورليانوس أيضًا.

## بضع الغشاء الحلقي الدرقي
بضع الغشاء الحلقي الدرقي هو شق يُجرى من خلال الجلد والغشاء الحلقي الدرقي لإنشاء مجرى هوائي خلال بعض الحالات التي تهدد الحياة، مثل انسداد مجرى الهواء بسبب جسم غريب أو وذمة وعائية أو صدمة كبيرة في الوجه. يُجرى بضع الحلقات الحلقيّة دائمًا كإجراء أخير في الحالات التي يكون فيها التنبيب الرغامي والأنفي الرغامي مستحيلًا أو في حال وجود مضاد استطباب. يعتبر شق الحلقي الدرقي أسهل وأسرع في الأداء من بضع القصبة الهوائية، بالإضافة إلى ارتباطه بمضاعفات أقل.

## بضع الغشاء الحلقي الدرقي بواسطة الإبرة
يشبه سابقه، ولكن بدلًا من إجراء الشق بالمشرط، تُدخل قسطرة كبيرة فوق الإبرة (قياس 10 إلى 14)، وهو ما يعد عملًا أبسط إلى حد كبير، خاصة في حال استخدام مجموعات مصممة خصيصًا لهذا الإجراء. توفر هذه التقنية تدفق هواء محدود للغاية. يعتبر إيصال الأوكسجين إلى الرئتين من خلال قسطرة عبر الجلد إلى القصبة الهوائية باستخدام مصدر غاز عالي الضغط شكلًا من أشكال التهوية التقليدية تسمى التهوية عبر الجلد.

## فغر الرغامى
فغر الرغامى هو عبارة عن فتحة تُحدث جراحيًا من جلد الرقبة وصولًا إلى القصبة الهوائية. يمكن إجراء فغر الرغامى عندما يحتاج الشخص إلى جهاز التنفس الصناعي لفترة طويلة. تشمل المزايا تقليل مخاطر الإصابة بالعدوى وتلف القصبة الهوائية مثل تضيق القصبة الهوائية.